# Маневич, Михаил Владиславович
Михаил Владиславович Маневич (18 февраля 1961, Ленинград — 18 августа 1997, Санкт-Петербург) — российский экономист и политический деятель.
С 1994 года — председатель Комитета по управлению городским имуществом (КУГИ) Санкт-Петербурга (и. о. — с 1993 года), с 1996 года — одновременно вице-губернатор Санкт-Петербурга. Убит в 1997 году.

## Биография
Отец — Владислав Моисеевич Маневич, профессор Санкт-Петербургского государственного университета экономики и финансов, заведующий лабораторией социально-экономических проблем образования и занятости Центра научных исследований, заслуженный работник высшей школы РФ. Мать — Мета Михайловна Маневич. Младший брат — Юрий Владиславович Маневич, кандидат экономических наук, с апреля 2019 по ноябрь 2020 занимал должность заместителя министра энергетики Российской Федерации.
Окончил с отличием Ленинградский финансово-экономический институт имени Н. А. Вознесенского (1983). Кандидат экономических наук (тема диссертации: «Управление в социальных и экономических системах»).
В 1983—1990 годах Маневич занимался исследовательской работой в Ленинградском инженерно-экономическом институте.
В 1980-х годах входил в круг ленинградских экономистов-реформаторов, неформальным лидером которых был Анатолий Чубайс; в 1987 году был членом клуба «Синтез» при Ленинградском дворце молодёжи, в который входили молодые ленинградские экономисты и обществоведы, среди которых: Дмитрий Васильев, Михаил Дмитриев, Андрей Илларионов, Борис Львин, Алексей Миллер, Андрей Ланьков, Андрей Прокофьев, Дмитрий Травин и другие.
В 1990 году баллотировался на выборах народных депутатов РСФСР и депутатов Ленсовета, был поддержан блоком «Демократические выборы-90»; проиграл в повторном голосовании (на выборах народных депутатов РСФСР — другому кандидату блока Никите Толстому).
- 1990—1991 — начальник отдела Комитета по экономической реформе Ленгорисполкома (председателем комитета был А. Б. Чубайс).
- 1992 — директор Института проблем приватизации Госкомимущества России. Окончил школу международного бизнеса МГИМО.

С 1992 года работал в Комитете по управлению городским имуществом (КУГИ) Санкт-Петербурга.
- 1992—1993 — заместитель председателя КУГИ.
- 1993 — первый заместителем председателя КУГИ.
- В ноябре 1993 года назначен исполняющим обязанности председателя КУГИ, в марте 1994 года — председателем КУГИ и членом правительства Санкт-Петербурга.
- После поражения Анатолия Собчака на губернаторских выборах 1996 года Маневич по совету Анатолия Чубайса остался в правительстве для продолжения реформ.

Помню, как пришёл ко мне Миша Маневич и говорит: «Слушай, я хочу с тобой посоветоваться. Мне Яковлев предлагает остаться на посту вице-мэра». Я говорю: «Миша, конечно, оставайся». А он говорит: «Ну как же, мы же договорились, что все уйдём». Я ему: «Миш, ты что? Это же предвыборная борьба была, мы были вынуждены это сделать. Но теперь-то на кого всё это оставлять, кто будет работать? Городу нужны профессионалы». Я уговорил его остаться.
— Владимир Путин
- В 1996 году одновременно назначен вице-губернатором Санкт-Петербурга.

Идеолог принятой в декабре 1994 года концепции управления недвижимостью Санкт-Петербурга, согласно которой государство не может быть эффективным собственником, а должно устанавливать единые для всех правила игры.
Занимался разработкой законодательства по приватизации и государственных программ приватизации, жилищно-коммунальной реформы на федеральном уровне.

## Убийство
18 августа 1997 года в 8:50 утра служебный автомобиль «Вольво», в котором находились водитель, Маневич (на переднем сиденье) и его жена (на заднем сиденье), притормозил, выезжая с улицы Рубинштейна (где жил Маневич) на Невский проспект. После этого с чердака дома на противоположной стороне (Невский, 76) раздались выстрелы. Михаил Маневич был ранен пятью пулями в шею и грудь, по дороге в больницу он скончался; его жена получила лёгкое касательное ранение. Убийца скрылся, оставив автомат Калашникова югославского производства с оптическим прицелом.

Миша был потрясающий парень. Мне так жалко, что его убили, такая несправедливость! Кому он помешал?.. Просто поразительно. Очень мягкий, интеллигентный, гибкий в хорошем смысле слова. Он принципиальный был человек, под всех не подстраивался, но никогда не лез на рожон, всегда искал выход, приемлемые решения. Я до сих пор не понимаю, как такое могло случиться. Не понимаю.— Владимир Путин

Тогда было все на фоне очень криминальной ситуации в Питере, и мне сказали, что «тебе лучше уезжать». Честно говоря, ещё очень побаивались после убийства Маневича за мою жизнь.— Герман Греф

### Расследование
В 2005 году в годовщину убийства Анатолий Чубайс заявил:

Восемь лет назад во время похорон я пообещал, что мы достанем каждого. Сегодня я могу с абсолютной определённостью сказать, что мы абсолютно точно знаем всех организаторов и всех заказчиков убийства. Они будут наказаны предельно жестоко, все до последнего. … Основной же мотив убийства — личная ненависть, замешанная на неудачной попытке шантажа. Миша не прогнулся.

29 ноября 2006 года Чубайс заявил: «Всё, что я обещал на могиле Маневича, я выполнил слово в слово: все организаторы убийства сидят пожизненно, ни один из них не выйдет». Наблюдатели связали это заявление с тем, что 21 ноября Верховный суд РФ оставил в силе пожизненные приговоры, вынесенные Юрию Шутову и четырём членам его банды.
Официально на тот момент убийство не было раскрыто, следствие по делу неоднократно продлевалось.
В ноябре 2009 года в убийстве Михаила Маневича сознался Алексей Гардоцкий, находящийся под следствием по делу банды Сергея Зарипова — бригадира ОПГ, подконтрольной Юрию Шутову. Гардоцкий подробно рассказал, как происходила подготовка к убийству и само убийство. По его словам, убийство готовилось несколько месяцев под руководством брата Сергея Зарипова — Андрея Зарипова. В день убийства он, стоя на улице Рубинштейна, по радиостанции подавал команды Гардоцкому, который находился на чердаке дома на Невском проспекте и стрелял в Михаила Маневича из автомата Калашникова. Ещё двое соучастников отслеживали выезд вице-губернатора из дома.
30 апреля 2023 года ФСБ России заявила, что установила заказчика убийства Маневича — им оказался глава Тамбовской ОПГ Владимир Барсуков-Кумарин, осуждённый в 2009 году на 14 лет тюрьмы за рейдерские захваты, приговорённый в 2016 году к 18 годам тюрьмы за покушение на владельца нефтяного терминала Сергея Васильева, а также осуждённый на 12 лет тюрьмы в 2019 году за организации преступного сообщества. В тот же день поступили сообщения, что непосредственным исполнителем и убийцей был Аркадий Нусимович, который в сентябре 2020 года был признан виновным в нападении на экипаж транспортного ОМОНа, совершённом в декабре 2015 года в Красногвардейском районе (в январе 2019 года его изначально оправдали присяжные) и приговорён к 22 годам лишения свободы. Согласно изданию «Фонтанка», за убийство Маневича Нусимович получил от Кумарина крупную долю в бизнесе.

## Память
Михаил Маневич похоронен на Литераторских мостках (Волковское кладбище). 18 февраля 1999 года на его могиле установлен памятник — расколотый шар, прошитый пулями. Авторы проекта памятника — архитектор Вячеслав Бухаев и скульптор Михаил Шемякин.
На улице Рубинштейна (д. 2), недалеко от места гибели Маневича, 18 августа 2002 года была установлена мемориальная доска (скульптор Светлана Серебрякова) — вертикальная доска из малинового кварцита с барельефом Маневича и надписью «В память выдающемуся экономисту, вице-губернатору Санкт-Петербурга», под барельефом — сломанная линия.
В 1998 году имя Маневича присвоено школе № 249, где он учился. 15 октября 2009 года здесь был открыт музей имени Михаила Маневича.
6 марта 2008 года безымянному скверу по Щербакову переулку присвоено имя Маневича. 18 февраля 2011 года, в день 50-летия со дня рождения Маневича, в сквере состоялась церемония установки закладного камня на месте будущего памятника. Памятник работы архитектора Алексея Шолохова и скульптора Яна Неймана открыт 5 марта 2013 года.
29 мая 2012 года в Музее политической истории России прошла презентация книги Льва Усыскина «Время Михаила Маневича», заявленной как первая подробная биография М. В. Маневича; как отметил автор, книга адресована тем, «кому надо объяснять, что такое пионерская организация, картошка, распределение».

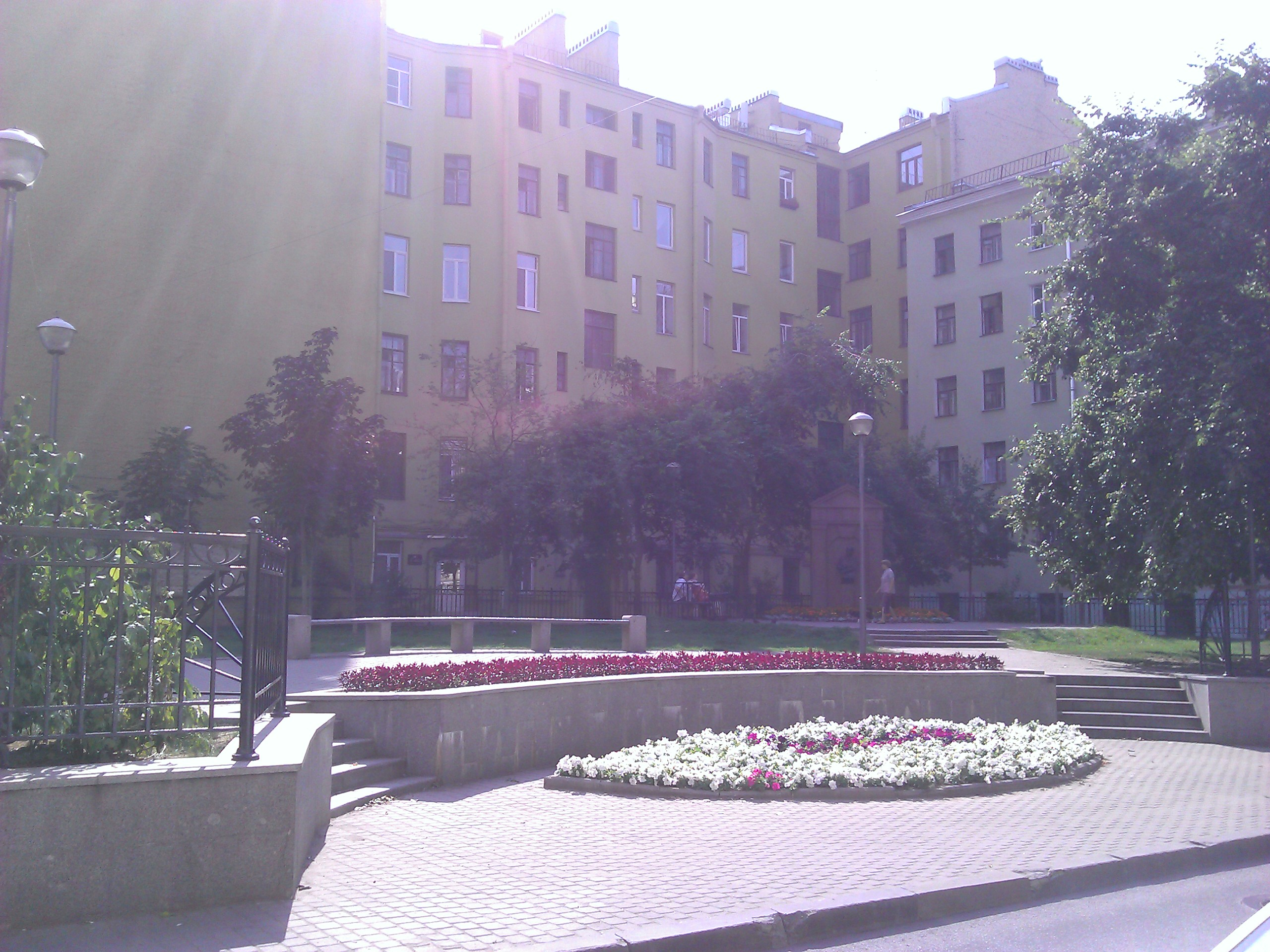
Сквер Маневича
Памятник Маневичу
Могила Маневича

## Адрес в Санкт-Петербурге
- Улица Рубинштейна, дом 15/17 («Толстовский дом») — дом, в котором жил М. В. Маневич[20].